# Per-Erik Mohlin
Per-Erik Mohlin, född 1946, är en svensk civilingenjör. Efter studier vid Kungliga Tekniska Högskolan i Stockholm blev Mohlin civilingenjör 1972. Han var anställd inom ASEA 1982-1985.
Mohlin var anställd inom Volvo-koncernen 1985-1998. Han var verkställande direktör för Volvo Personvagnar 1993-1995 och var 1995-1998 vice verkställande direktör för Volvo. 1998-2001 var Mohlin konsult hos Askus K-W.